# ماکسیمیلیانو کالزادا
ماکسیمیلیانو کالزادا (اسپانیایی: Maximiliano Calzada‎؛ زادهٔ ۲۱ آوریل ۱۹۹۰) بازیکن فوتبال اهل اروگوئه است.
از باشگاه‌هایی که در آن بازی کرده‌است می‌توان به باشگاه فوتبال دیفنسا جاستیکیا، باشگاه فوتبال ناسیونال (اروگوئه)، و باشگاه فوتبال بانفیلد اشاره کرد.
وی همچنین در تیم‌های ملی فوتبال زیر ۲۰ سال اروگوئه و زیر ۲۳ سال اروگوئه بازی کرده‌است.